# Bernardo Vital
Bernardo Maria Morais Cardoso Vital, noto semplicemente come Bernardo Vital (Lisbona, 29 dicembre 2000), è un calciatore portoghese, difensore del Real Saragozza.

## Carriera

### Club
Cresciuto nel settore giovanile dell'Estoril Praia, ha debuttato in prima squadra il 20 settembre 2020 in occasione dell'incontro di Segunda Liga perso 1-0 contro l'Académica. Il 27 febbraio 2022 segna la sua prima rete da professionista, nella sfida di Primeira Liga contro il Boavista (2-3). Il 23 settembre 2023 va nuovamente a segno nel pareggio interno per 2 a 2 contro il Vizela. Il successivo 28 ottobre, veste per la prima volta la fascia di capitano dell'Estoril Praia nella sconfitta esterna contro la Portimonense (1-0). Conclude la sua esperienza in Portogallo con 94 presenze e 3 reti.
Il 13 agosto 2024 viene ufficializzato il suo passaggio a titolo definitivo al Real Saragozza, squadra spagnola che milita in Segunda División.
Vital con la squadra aragonese colleziona 33 presenza in Segunda División spagnola e 2 in Coppa del Re. Il 2 luglio 2025 si trasferisce in Polonia al Jagiellonia.

### Nazionale
Il 24 settembre 2022 debutta con la Nazionale Under-21, giocando il secondo tempo della sfida contro la Georgia, vinta per 4-1. Il 14 giugno 2023, viene convocato dal selezionatore Rui Jorge nella rosa della partecipante agli Europei di categoria, organizzati in Romania e Georgia, al posto dell'infortunato Tomás Tavares, senza mai scendere in campo.

## Statistiche

### Presenze e reti nei club
Statistiche aggiornate al 5 marzo 2025.
| Stagione             | Squadra              | Campionato           | Campionato | Campionato | Coppe nazionali | Coppe nazionali | Coppe nazionali | Coppe continentali | Coppe continentali | Coppe continentali | Altre coppe | Altre coppe | Altre coppe | Totale | Totale |
| Stagione             | Squadra              | Comp                 | Pres       | Reti       | Comp            | Pres            | Reti            | Comp               | Pres               | Reti               | Comp        | Pres        | Reti        | Pres   | Reti   |
| -------------------- | -------------------- | -------------------- | ---------- | ---------- | --------------- | --------------- | --------------- | ------------------ | ------------------ | ------------------ | ----------- | ----------- | ----------- | ------ | ------ |
| 2020-2021            | Estoril Praia        | LdH                  | 4          | 0          | CP+CdL          | 2+0             | 0               | -                  | -                  | -                  | -           | -           | -           | 6      | 0      |
| 2021-2022            | Estoril Praia        | PL                   | 17         | 1          | CP+CdL          | 0+2             | 0               | -                  | -                  | -                  | -           | -           | -           | 19     | 1      |
| 2022-2023            | Estoril Praia        | PL                   | 26         | 0          | CP+CdL          | 2+2             | 0               | -                  | -                  | -                  | -           | -           | -           | 30     | 0      |
| 2023-2024            | Estoril Praia        | PL                   | 29         | 1          | CP+CdL          | 3+6             | 1+0             | -                  | -                  | -                  | -           | -           | -           | 38     | 2      |
| ago. 2024            | Estoril Praia        | PL                   | 1          | 0          | CP+CdL          | -               | -               | -                  | -                  | -                  | -           | -           | -           | 6      | 0      |
| Totale Estoril Praia | Totale Estoril Praia | Totale Estoril Praia | 77         | 2          |                 | 17              | 1               |                    | -                  | -                  |             | -           | -           | 94     | 3      |
| 2024-2025            | Real Saragozza       | SD                   | 33         | 0          | CR              | 2               | 0               | -                  | -                  | -                  | -           | -           | -           | 35     | 0      |
| 2020-2021            | Jagiellonia          | 1L                   | 0          | 0          | CP              | 0               | 0               | UEL                | 0                  | 0                  | -           | -           | -           | 0      | 0      |
| Totale carriera      | Totale carriera      | Totale carriera      | 110        | 2          |                 | 19              | 1               |                    | -                  | -                  |             | -           | -           | 129    | 3      |

### Cronologia presenze e reti in nazionale
| Cronologia completa delle presenze e delle reti in nazionale ― Portogallo under 21 | Cronologia completa delle presenze e delle reti in nazionale ― Portogallo under 21 | Cronologia completa delle presenze e delle reti in nazionale ― Portogallo under 21 | Cronologia completa delle presenze e delle reti in nazionale ― Portogallo under 21 | Cronologia completa delle presenze e delle reti in nazionale ― Portogallo under 21 | Cronologia completa delle presenze e delle reti in nazionale ― Portogallo under 21 | Cronologia completa delle presenze e delle reti in nazionale ― Portogallo under 21 | Cronologia completa delle presenze e delle reti in nazionale ― Portogallo under 21 |
| Data                                                                               | Città                                                                              | In casa                                                                            | Risultato                                                                          | Ospiti                                                                             | Competizione                                                                       | Reti                                                                               | Note                                                                               |
| ---------------------------------------------------------------------------------- | ---------------------------------------------------------------------------------- | ---------------------------------------------------------------------------------- | ---------------------------------------------------------------------------------- | ---------------------------------------------------------------------------------- | ---------------------------------------------------------------------------------- | ---------------------------------------------------------------------------------- | ---------------------------------------------------------------------------------- |
| 24-9-2022                                                                          | Covilhã                                                                            | Portogallo under 21                                                                | 4 – 1                                                                              | Georgia under 21                                                                   | Amichevole                                                                         | -                                                                                  | 46’                                                                                |
| 18-11-2022                                                                         | Portimão                                                                           | Portogallo under 21                                                                | 5 – 1                                                                              | Rep. Ceca under 21                                                                 | Amichevole                                                                         | -                                                                                  |                                                                                    |
| 22-11-2022                                                                         | Portimão                                                                           | Portogallo under 21                                                                | 1 – 2                                                                              | Giappone under 21                                                                  | Amichevole                                                                         | -                                                                                  |                                                                                    |
| Totale                                                                             |                                                                                    | Presenze                                                                           | 3                                                                                  |                                                                                    | Reti                                                                               | 0                                                                                  |                                                                                    |

## Palmarès

### Club

#### Competizioni nazionali
- Segunda Liga: 1

Estoril Praia: 2020-2021